# Horváth Margit (koreográfus)
Horváth Margit, született Szabó Margit (Marosvásárhely, 1910. május 3. – ?) erdélyi magyar koreográfus, néptánckutató, tánctudományi szakíró.

## Életpályája
Középiskoláit Marosvásárhelyen végezte, 1950-től a Marosvásárhelyi Sportiskolában, 1955-től a Népi Művészeti Iskolában dolgozott, 1957-től a Népi Alkotások és Művészeti Tömegmozgalom Maros Megyei Irányító Központjának munkatársa. Néptánccal és népműveléssel foglalkozó szakcikkeit 1957-től a Művelődés, Falvak Dolgozó Népe és Vörös Zászló közölte.

## Kötetei
- Jobbágytelki táncok (Lőrincz Lajossal, Marosvásárhely 1965)
- Táncszvit Erdőszakál és Lövér táncaiból (Marosvásárhely 1970); ugyanez román fordításban: Suită de dansuri din Săcalu de Pădure și Lueriu (Marosvásárhely 1970).